# Rue Henri-Robert
Rue Henri-Robert je ulice v Paříži na ostrově Cité v 1. obvodu. Ulice nese jméno advokáta Henriho Roberta (1863–1936).

## Poloha
Ulice začíná spojuje náměstí Place Dauphine a Place du Pont-Neuf.

## Historie
Ulice vznikla v roce 1948 vyčleněním části náměstí Place Dauphine.

## Významné stavby
- dům č. 28: v letech 1912–1934 zde žil herec a režisér André Antoine (1858-1943), zakladatel Théâtre-Libre